# Hotel Beau Séjour

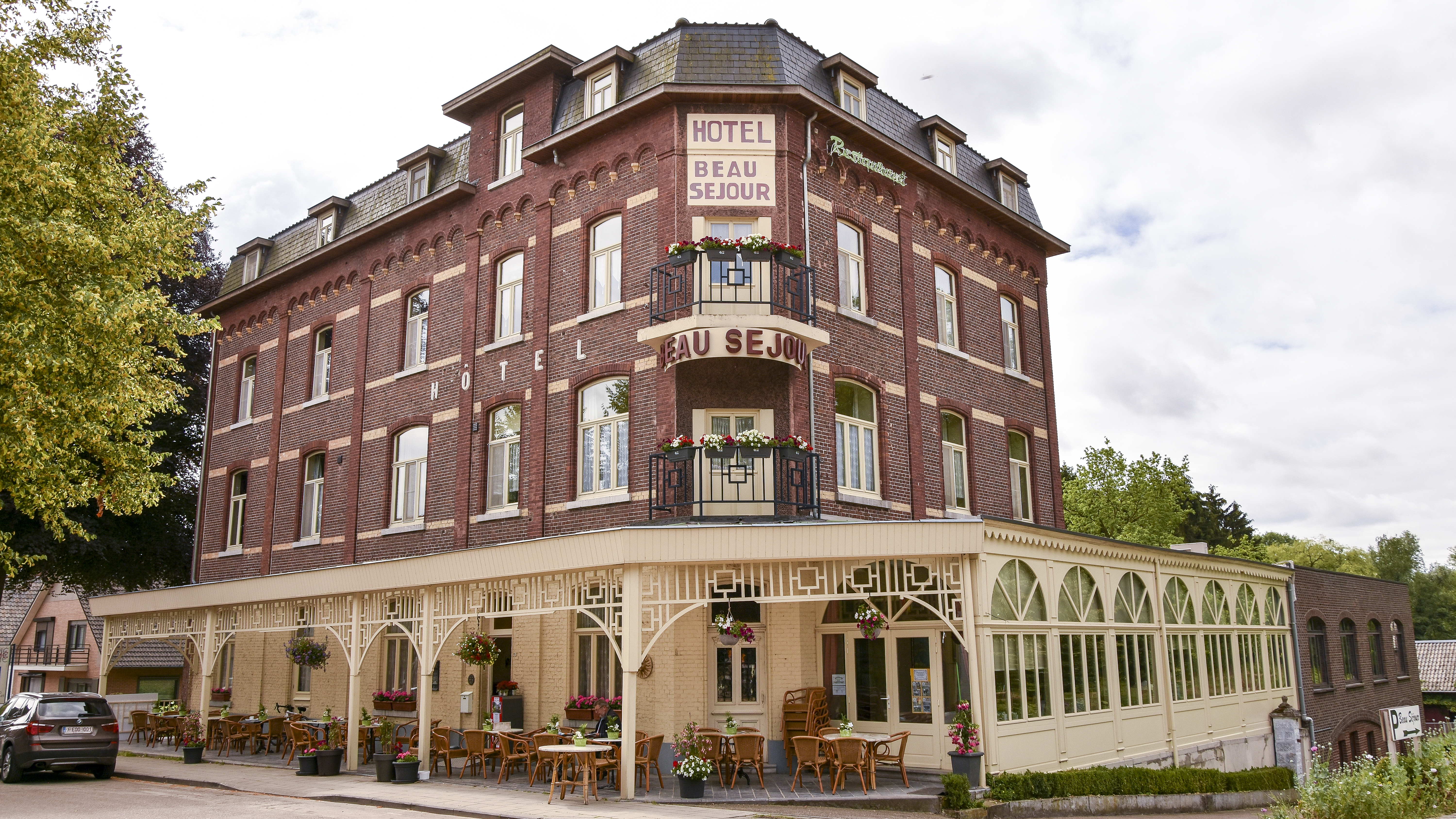
Hotel Beau-Séjour

Het Hotel Beau Séjour is een hotel in Lanklaar, een deelgemeente van Dilsen-Stokkem. Het ligt aan een oude arm van de Zuid-Willemsvaart.

## Geschiedenis
Joanna Cornelia Hubertina Brabants, schoonzus van brugwachter Herman Houben, was getrouwd met Hugo Nagel. Het echtpaar woonde in Nice, waar Hugo van 1892 tot 1911 directeur was van Hôtel des Anglais. Een prestigieuze verblijfplaats voor de rijken en aristocraten uit die tijd.
Cornelia en Hugo bezochten regelmatig het gezin Houben in Lanklaar. De omgeving kon het echtpaar Nagel wel bekoren en in 1898 kochten ze er grond aan. Omdat in de loop van de 19de eeuw de bourgeoisie meer rust, groen, zuivere lucht en pittoreske landschappen opzocht, ontstond het idee tussen beide echtparen om een hotel te openen. Deze werd gebouwd op een stuk heidegrond aangekocht door Herman in 1881 en grotendeels gefinancierd door het echtpaar Nagel. In ruil konden ze steeds over twee vaste kamers beschikken. In mei 1906 werd het hotel feestelijk geopend.
Na verkoop van Hôtel des Anglais emigreerde het echtpaar Nagel vanuit Frankrijk naar Lanklaar. Op 15 oktober 1911 werden ze ingeschreven in het bevolkingsregister en gaf het echtpaar de opdracht tot het bouwen van de villa Les Bruyères, op het perceel dat ze in 1898 aankochten. Ook enkele omliggende percelen waren in hun bezit.
In 1921 stierven zowel Cornelia als Herman. Hugo besliste om de Villa te verkopen en woonde nog enkele jaren in Hotel Beau Séjour. De zoon van Herman, Joseph Houben, nam het hotel over na het overlijden van zijn vader in 1927. Het hotel behield zijn status en kreeg belangrijke gasten op bezoek, waaronder koningin Elisabeth in 1922.

## Hotel Beau Séjour en de media
Het hotel was de locatie voor de dramaserie Beau-Séjour die van 2017 tot 2021 op Eén werd uitgezonden. Anno 2025 is het hotel nog steeds in bedrijf.

## Galerij

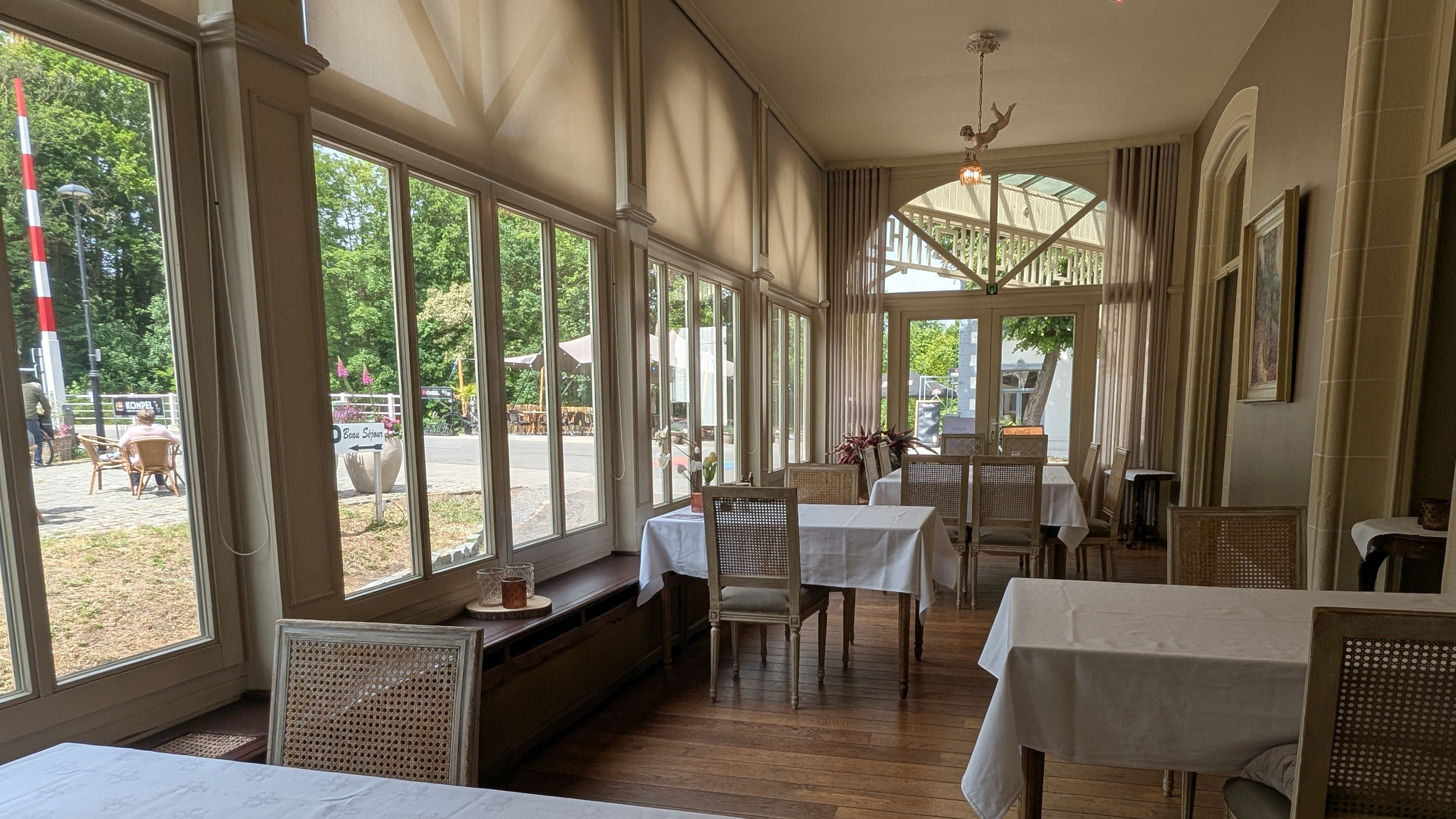
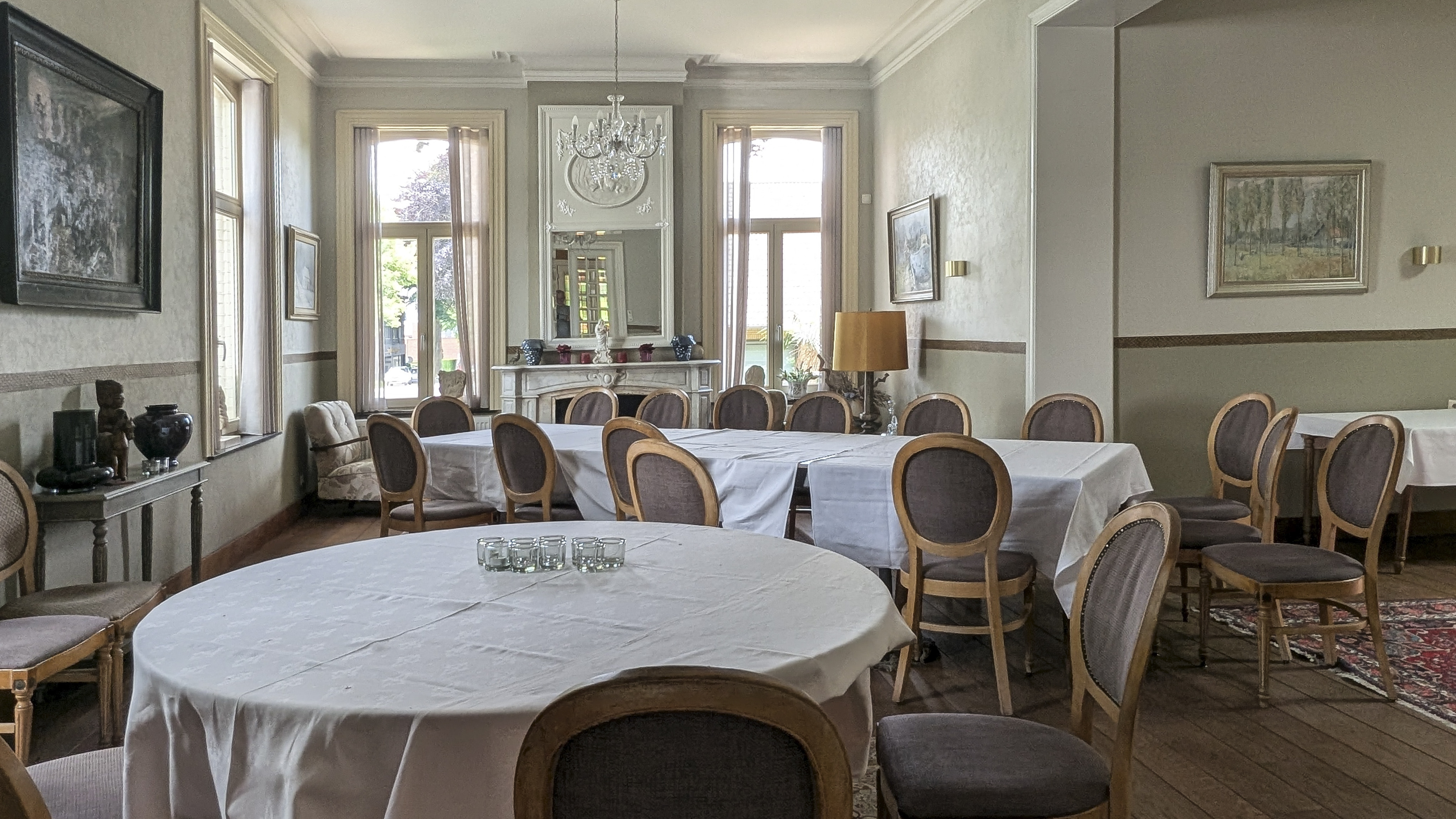